# Tiro nos Jogos Olímpicos de Verão de 2020 - Fossa olímpica masculino
A competição da fossa olímpica masculino do tiro nos Jogos Olímpicos de Verão de 2020 foi disputada em 28 e 29 de julho de 2021 no Campo de Tiro de Asaka, em Tóquio. Um total de 29 atiradores de 23 Comitês Olímpicos Nacionais (CON) participaram do evento.

## Qualificação
Cada Comitê Olímpico Nacional (CON) poderia inscrever até dois atiradores se o CON obtivesse cotas suficientes ou tivesse dois qualificados. Para competir, o atirador precisava de uma vaga de cota e atingir uma "Pontuação Mínima de Qualificação" (MQS). Uma vez que um atirador obtivesse uma cota em qualquer evento de tiro, ele poderia entrar em qualquer outro evento para o qual tenha alcançado o MQS. Existiam 29 cotas disponíveis na fossa olímpica: 4 pelo Campeonato Mundial de 2018, 8 para eventos da Copa do Mundo de 2019, 13 de eventos continentais (4 da Europa, 4 das Américas, 3 da Ásia e 1 de cada África e Oceania), 1 para a nação anfitriã (Japão), 2 de convites da Comissão Tripartite e uma pelo ranking mundial.

## Formato
A competição não seguiu o formato introduzido em 2016, com eliminatória, semifinal e finais. Em vez disso, apenas a qualificação e a rodada final permanecem.
Na qualificação, cada atirador dispara 5 séries de 25 alvos no tiro ao alvo, com 10 alvos sendo lançados para a esquerda, 10 para a direita e 5 em linha reta em cada série. Os atiradores podem dar dois tiros em cada alvo. Seis atiradores avançam para a rodada final.
A rodada final consiste em 25 alvos, após os quais o atirador com menor número de acertos é eliminado (sexto colocado na classificação geral da competição). Em seguida, um atirador é eliminado após cada rodada de 5 tiros até que restem apenas dois atiradores. Os dois últimos atiradores fazem 10 tiros, totalizando 50. Apenas um tiro pode ser feito em cada alvo na rodada final.
Os empates são desfeitos por shoot-off; tiros adicionais são disparados um de cada vez até que não haja mais empate.

## Calendário
Horário local (UTC+9)
| Data                | Horário | Fase         |
| ------------------- | ------- | ------------ |
| 28 de julho de 2021 | 9:00    | Qualificação |
| 28 de julho de 2021 | 9:00    | Qualificação |
| 29 de julho de 2021 | 15:30   | Final        |

## Medalhistas
| Ouro   | CZE Jiří Lipták           |
| Prata  | CZE David Kostelecký      |
| Bronze | GBR Matthew Coward-Holley |

## Recordes
Antes desta competição, os seguintes recordes eram estabelecidos:
| Recordes da qualificação | Recordes da qualificação | Recordes da qualificação | Recordes da qualificação | Recordes da qualificação |
| ------------------------ | ------------------------ | ------------------------ | ------------------------ | ------------------------ |
| Recorde mundial          | Giovanni Pellielo        | 125                      | Nicósia                  | 1 de abril de 1994       |
| Recorde olímpico         | Michael Diamond          | 125                      | Londres                  | 6 de agosto de 2012      |

| Recordes da final | Recordes da final | Recordes da final | Recordes da final | Recordes da final     |
| ----------------- | ----------------- | ----------------- | ----------------- | --------------------- |
| Recorde mundial   | Alberto Fernández | 48                | Nova Déli         | 28 de outubro de 2017 |
| Recorde olímpico  | Não estabelecido  | –                 | –                 | –                     |

Após a competição, os seguintes recordes foram estabelecidos:
| Recorde          | Tipo  | Atirador(a)          | Marca | Local  | Data                |
| Recorde olímpico | Final | CZE Jiří Lipták      | 43    | Tóquio | 29 de julho de 2021 |
| Recorde olímpico | Final | CZE David Kostelecký | 43    | Tóquio | 29 de julho de 2021 |

## Resultados

### Qualificatória
| Pos. | Atirador                     | CON                 | 1  | 2  | 3  | 4  | 5  | Total     | S-off | Notas |
| ---- | ---------------------------- | ------------------- | -- | -- | -- | -- | -- | --------- | ----- | ----- |
| 1    | Jiří Lipták                  | CZE República Checa | 25 | 24 | 25 | 25 | 25 | 124       |       | Q     |
| 2    | Matthew Coward-Holley        | GBR Grã-Bretanha    | 24 | 24 | 25 | 25 | 25 | 123       | +21   | Q     |
| 3    | Abdulrahman Al-Faihan        | KUW Kuwait          | 24 | 25 | 25 | 24 | 25 | 123       | +20   | Q     |
| 4    | David Kostelecký             | CZE República Checa | 25 | 24 | 24 | 25 | 25 | 123       | +5    | Q     |
| 5    | Yu Haicheng                  | CHN China           | 24 | 24 | 25 | 25 | 25 | 123       | +2    | Q     |
| 6    | Jorge Orozco                 | MEX México          | 25 | 24 | 23 | 25 | 25 | 122       | +17   | Q     |
| 7    | Talal Al-Rashidi             | KUW Kuwait          | 24 | 24 | 24 | 25 | 25 | 122       | +16   |       |
| 8    | Aleksey Alipov               | ROC                 | 25 | 25 | 23 | 24 | 25 | 122       | +10   |       |
| 9    | Alberto Fernández            | ESP Espanha         | 23 | 25 | 25 | 24 | 25 | 122       | +6    |       |
| 10   | Mauro De Filippis            | ITA Itália          | 25 | 24 | 25 | 23 | 25 | 122       | +1    |       |
| 11   | Erik Varga                   | SVK Eslováquia      | 24 | 25 | 24 | 25 | 24 | 122       | +1    |       |
| 12   | Brian Burrows                | USA Estados Unidos  | 25 | 24 | 23 | 24 | 25 | 121       |       |       |
| 13   | Mohammed Al-Rumaihi          | QAT Catar           | 23 | 25 | 24 | 25 | 24 | 121       |       |       |
| 14   | Yang Kun-pi                  | TPE Taipé Chinês    | 25 | 24 | 23 | 25 | 24 | 121       |       |       |
| 15   | Andreas Löw                  | GER Alemanha        | 24 | 24 | 25 | 24 | 24 | 121       |       |       |
| 16   | Abdel-Aziz Mehelba           | EGY Egito           | 24 | 24 | 25 | 25 | 23 | 121       |       |       |
| 17   | Savate Sresthaporn           | THA Tailândia       | 24 | 25 | 25 | 24 | 23 | 121       |       |       |
| 18   | Gian Marco Berti             | SMR San Marino      | 25 | 25 | 24 | 24 | 23 | 121       |       |       |
| 19   | Ahmed Zaher                  | EGY Egito           | 22 | 24 | 25 | 25 | 24 | 120       |       |       |
| 20   | João Azevedo                 | POR Portugal        | 23 | 25 | 24 | 25 | 23 | 120 CB:12 |       |       |
| 21   | James Willett                | AUS Austrália       | 23 | 25 | 24 | 25 | 23 | 120 CB:2  |       |       |
| 22   | Josip Glasnović              | CRO Croácia         | 24 | 24 | 25 | 24 | 23 | 120       |       |       |
| 23   | Aaron Heading                | GBR Grã-Bretanha    | 23 | 22 | 23 | 25 | 25 | 119       |       |       |
| 24   | Derrick Mein                 | USA Estados Unidos  | 24 | 23 | 23 | 25 | 24 | 119       |       |       |
| 25   | Thomas Grice                 | AUS Austrália       | 25 | 22 | 24 | 25 | 23 | 119       |       |       |
| 26   | Derek Burnett                | IRL Irlanda         | 22 | 24 | 24 | 24 | 24 | 118       |       |       |
| 27   | Alessandro de Souza Ferreira | PER Peru            | 24 | 22 | 25 | 23 | 24 | 118       |       |       |
| 28   | Andreas Makri                | CYP Chipre          | 22 | 25 | 23 | 22 | 25 | 117       |       |       |
| 29   | Shigetaka Oyama              | JPN Japão           | 24 | 22 | 23 | 21 | 25 | 115       |       |       |

### Final
| Pos.              | Atirador                  | Séries | Séries | Séries | Séries | Séries | Séries | S-off | Notas            |
| Pos.              | Atirador                  | 1      | 2      | 3      | 4      | 5      | 6      | S-off | Notas            |
| ----------------- | ------------------------- | ------ | ------ | ------ | ------ | ------ | ------ | ----- | ---------------- |
| Medalha de ouro   | CZE Jiří Lipták           | 20     | 24     | 29     | 34     | 39     | 43     | +7    | Recorde olímpico |
| Medalha de prata  | CZE David Kostelecký      | 23     | 28     | 32     | 36     | 38     | 43     | +6    | Recorde olímpico |
| Medalha de bronze | GBR Matthew Coward-Holley | 21     | 25     | 29     | 33     |        |        |       |                  |
| 4                 | MEX Jorge Orozco          | 22     | 26     | 28     |        |        |        |       |                  |
| 5                 | CHN Yu Haicheng           | 19     | 24     |        |        |        |        |       |                  |
| 6                 | KUW Abdulrahman Al-Faihan | 18     |        |        |        |        |        |       |                  |